# Harald Huth
Harald Gerome Huth (* 1969 in Mannheim) ist ein Investor und Bauherr in Berlin. Er ist Inhaber und Geschäftsführer u. a. der HGHI Holding GmbH. Bekannt ist Huth hauptsächlich für das Planen und Bauen von Einkaufszentren. So entwickelte er beispielsweise 1994 die Gropius Passagen in Berlin-Gropiusstadt.

## Leben
Huth wuchs in Heidelberg auf und machte dort Abitur. Nach seinem Abitur zog er nach Hamburg zu dem ursprünglichen Standort seiner Familie und schloss ein Studium der Wirtschaftswissenschaft und ein Traineeprogramm in einem Einzelhandelskonzern ab. Danach arbeitete er als Leiter eines Warenhauses. Später wechselte er zur HypoVereinsbank mit der Aufgabe, einen Fonds für Einkaufscenter zu realisieren, weshalb er 1994 nach Berlin zog. In Berlin entwickelte er dann im selben Jahr die Gropius Passagen in Berlin-Neukölln. 2007 gründete er eine eigene HGHI (High Gain House Investment) Holding GmbH. Harald Gerome Huth hat drei Söhne und lebt im Bezirk Charlottenburg-Wilmersdorf im Ortsteil Westend.

## Bekannte Projekte
| Projekt                                                           | Bild | Realisierung | Eröffnung       | m² BGF  | Website                     |
| ----------------------------------------------------------------- | ---- | ------------ | --------------- | ------- | --------------------------- |
| Das Schloss                                                       |      |              |                 |         |                             |
| Mall of Berlin                                                    |      | 2012–2014    | 09/2014         | 153.368 | Website Mall of Berlin      |
| Schultheiss Quartier                                              |      | 2015–2018    | 2018            | 79.700  | Website Schulheiss Quartier |
| Fußgängerstraße Gorkistraße                                       |      | 2016–2021    | 2021            | 90.000  | Website Gorkistraße         |
| Bürogebäude Mendelssohn-Palais (Firmensitz der HGHI Holding GmbH) |      | 2017         | 3. Quartal 2017 |         | Website Mendelssohn-Palais  |
| Wannsee-Terrassen                                                 |      | 2006–2013    | 2015            |         | Wannsee-Terrassen           |